# Onze-Lieve-Vrouw van Binderenkerk

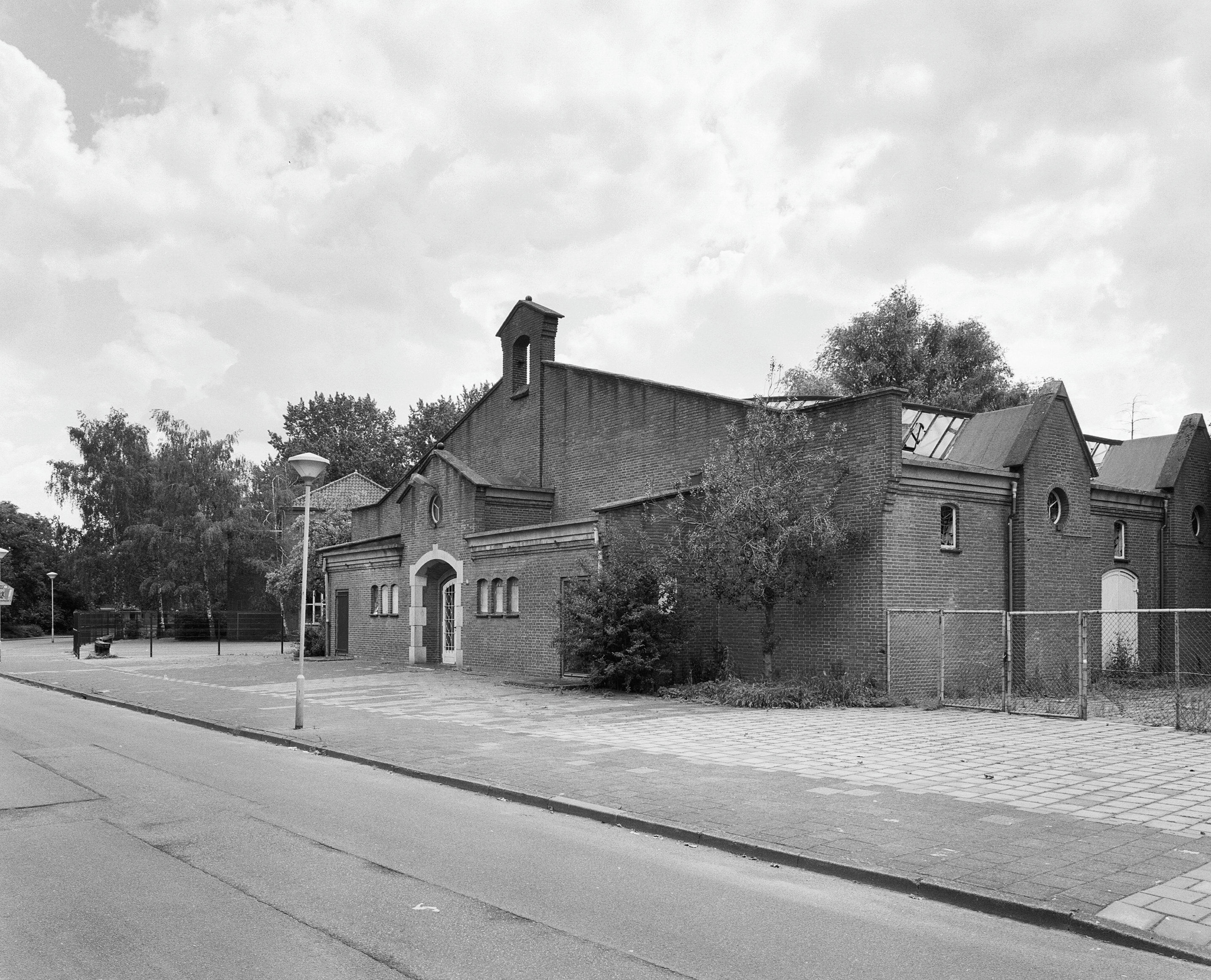
Onze-Lieve-Vrouw van Binderenkerk

De Onze-Lieve-Vrouw van Binderenkerk was een rooms-katholiek kerkgebouw in Helmond dat zich bevond aan de Abdijlaan 2.
De naam van de kerk herinnert aan de nabijgelegen Abdij van Binderen, waar ze echter geen onderdeel van heeft uitgemaakt.
Het gebouw, dat werd ontworpen door Cor Roffelsen, kwam in 1955 gereed. Het was gebouwd in baksteen volgens de principes van de Delftse School.
De zaalkerk werd gedekt door een dak van voorgespannen beton. Het interieur oogde daardoor enigszins als een fabriekshal.
In 1984 werd de kerk onttrokken aan de eredienst. Daarna werd het gebouw gebruikt als opslagruimte, en soms werden er tentoonstellingen in gehouden. Uiteindelijk werd het gebouw in 2005 gesloopt.